# 南京田家炳高级中学
南京市田家炳高级中学（又称南京市工业大学附属中学，简称南工大附中）是南京市的一所普通高中，前身是南京市第二中学，创办于1935年。现有高中是由原南京市第二中学、南京市第八中学和南京市第五十中学于2005年合并而成的。

## 历史
- 1935年建校，前身为南京市第二中学
- 2005年与原南京市第八中学和南京市第五十中学合并为南京市田家炳高级中学

### 原五十中
- 1976年8月建校，开始分别在马台街小学、丁家桥小学、三牌楼小学、南昌路小学和工人新村小学五所小学内上课
- 1999年6月原南京市第十六中学并入
- 2005年3月由原南京市第二中学、南京市第八中学和南京市第五十中学三校整合为南京田家炳高级中学（南京工业大学附属中学）

## 著名校友
- 前中国外交学院院长吴建民
- 画家傅小石
- 土木工程师刘西拉